# Метроном

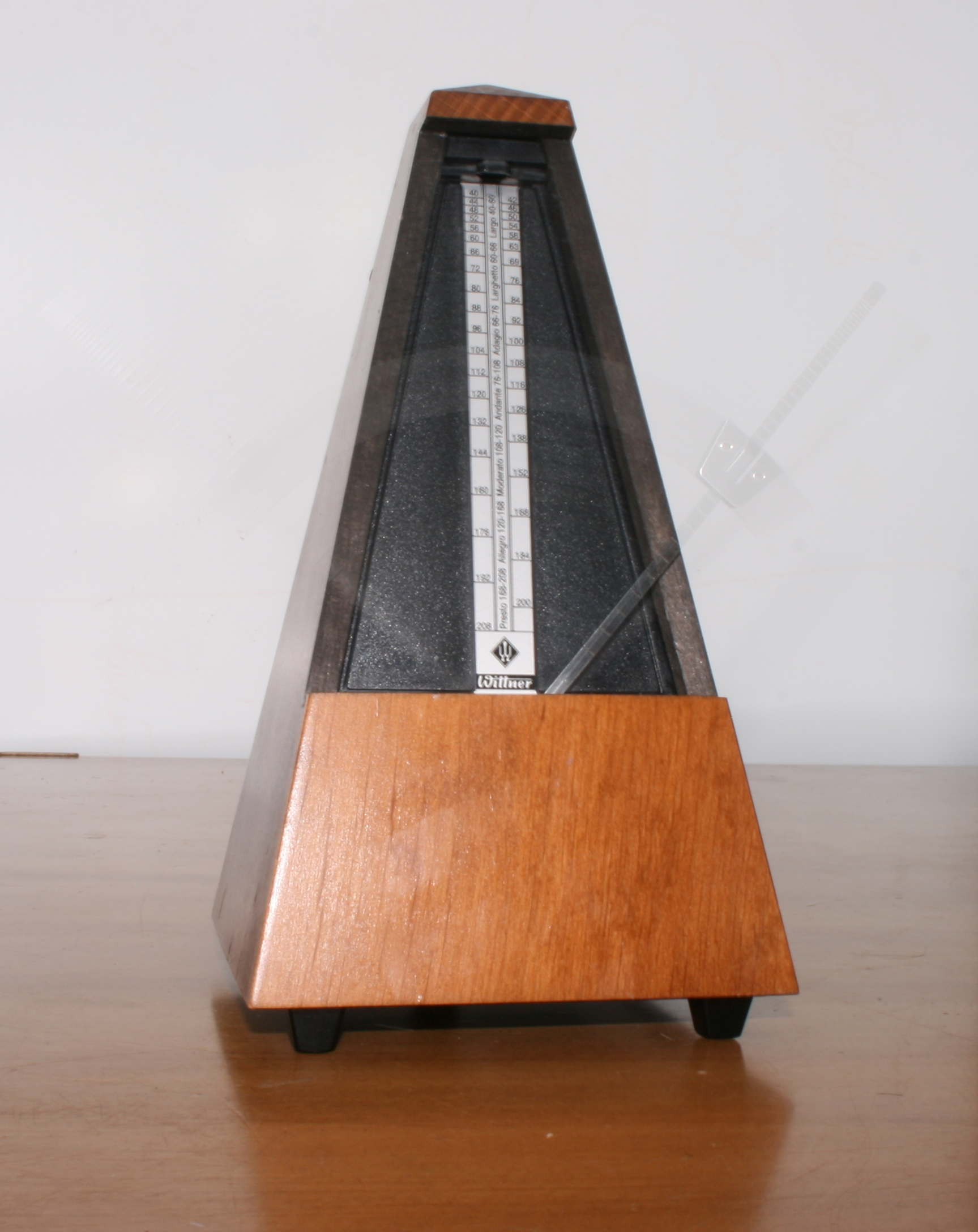
Механічний метроном

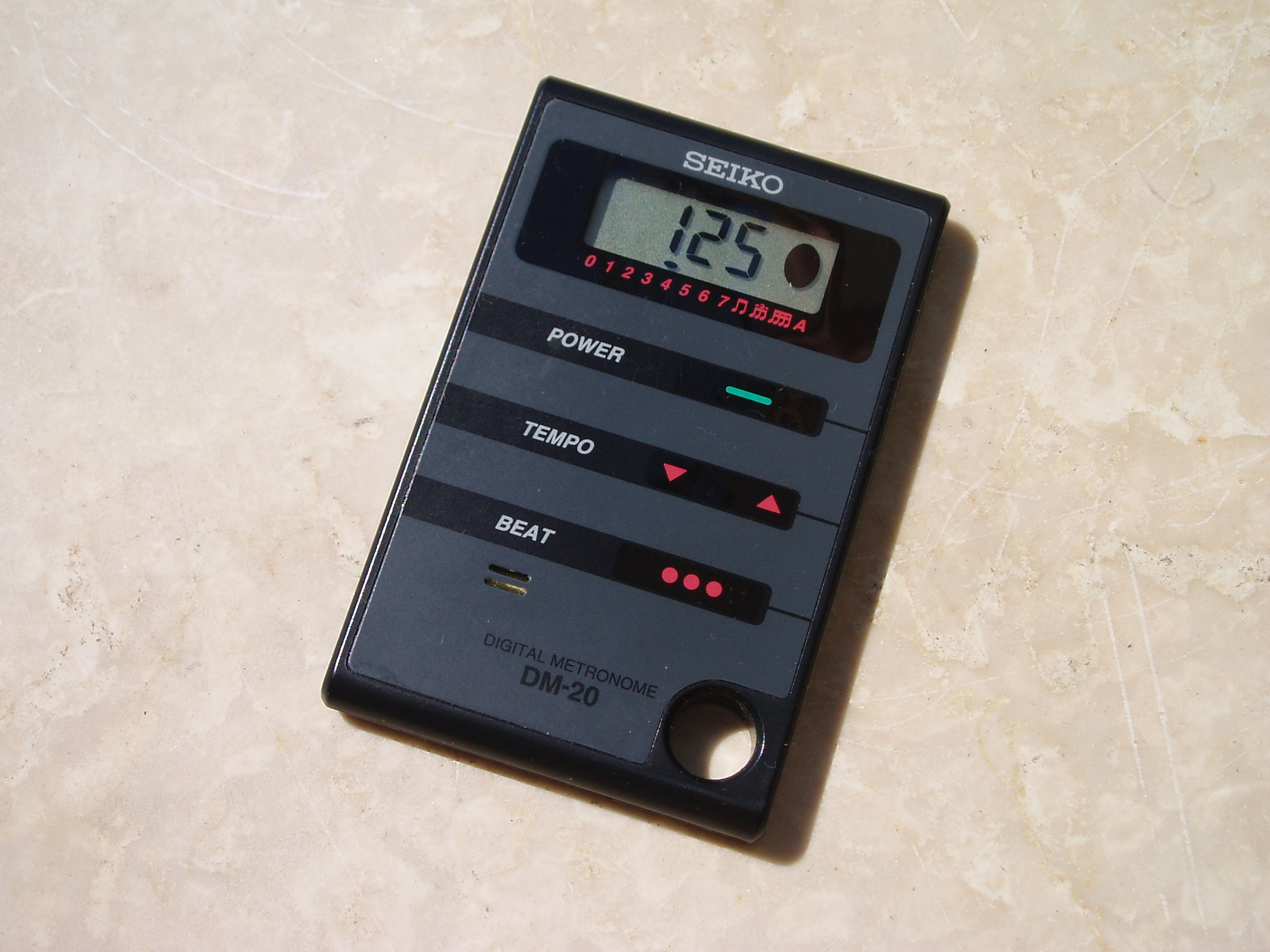
Цифровий метроном

Метроно́м (грец. Μέτρον — міра, Νόμος — закон) — прилад для визначення темпу шляхом точного відліку тривалостей музичного метра. Перший механічний метроном, подібний до сучасних моделей, сконструював Д. Н. Вінкель (Dietrich Nikolaus Winkel) у 1812 році в Амстердамі. Його вдосконалив Й. Н. Мельцель у 1816 році.
Зазвичай метроном складається з дерев'яного корпусу пірамідальної форми, одна із граней якого зрізана; у цьому зрізі перебуває маятник із грузиком. Позиція грузика впливає на частоту ударів метронома: чим вище грузик, тим рідше удари й, відповідно, чим грузик нижче, тим удари частіше. За маятником розташована шкала, по якій установлюється частота ударів. В сучасній практиці широко використовують також електронні метрономи.
У нотах при позначенні темпу вказується кількість коливань маятника на хвилину, та музична тривалість, що відповідає кожному удару.

## Курйози
Угорський композитор Дьордь Лігеті в 1962 році написав «Симфонічну поему для 100 метрономів» — єдиний у своєму роді твір для такого екзотичного складу «музичних інструментів»: 100 механічних метрономів розташовують на спеціальному подіумі та перед запуском глядачів урухомлюють, при цьому кожен із 100 метрономів настроєний на свою, відмінну від інших частоту ударів. Глядачі запрошуються до залу, коли всі метрономи вже урухомлені. По мірі розкручування пружини метрономи зупиняються один з одним так, що під кінець твору звуки окремих метрономів можна чітко розрізнити. Закінчується твір як правило з поодинокими ударами останнього метронома.
Відеозапис твору
- Poème Symphonique, video on YouTube
- Poème Symphonique Google video.